# 3. Dioklecijanov edikt o krščanstvu
3. Dioklecijanov edikt o krščanstvu je bil edikt, ki jih je izdal rimski cesar Dioklecijan in se je nanašal na krščanstvo oz. kristjane; izdan je bil leta 303.
V tem ediktu, ki je nadaljevanje drugega edikta, je zapovedal, da se vse zaprte škofe in krščanske duhovnike, ki darujejo v skladu s rimsko mitologijo, pomilosti in izpusti. V nasprotnem primeru, če se kristjani nočejo ukloniti, pa naloži mučenje le-teh.